# Lebung Itam
Lebung Itam is een bestuurslaag in het regentschap Ogan Komering Ilir van de provincie Zuid-Sumatra, Indonesië. Lebung Itam telt 2410 inwoners (volkstelling 2010).